# Argyrodes viridis
Argyrodes viridis là một loài nhện trong họ Theridiidae.
Loài này thuộc chi Argyrodes. Argyrodes viridis được miêu tả năm 1863 bởi Vinson.